# Jack Gilpin
Jack Gilpin (Boyce (Virginia), 31 mei 1951) is een Amerikaans acteur en priester.

## Biografie
Gilpin studeerde aan de Phillips Exeter Academy in Exeter (New Hampshire) en behaalde in 1969 zijn diploma. Hierna studeerde hij verder aan de Harvard-universiteit in Cambridge (Massachusetts), waar hij in 1973 zijn diploma ontving.
Gilpin begon in 1981 met acteren in de film For Ladies Only. Hierna speelde hij rollen in films en televisieseries als Heartburn (1986), Little Sweetheart (1989), Quiz Show (1994), Mulan (1998), Law & Order (1997-2001) en The Life Before Her Eyes (2007).
Naast acteur is hij ook actief als priester in de Episcopaalse Kerk.
Gilpin is vader van actrice Betty.

## Filmografie

### Films
Uitgezonderd korte films.
- 2023 - A Little White Lie - als verteller
- 2013 - Syrup - als Mister Jamieson
- 2013 - Onion News Empire - als Archibald Zweibel
- 2012 - Trouble with the Curve - als Schwartz
- 2011 - Higher Ground – als dr. Adams
- 2009 - Adventureland – als mr. Brennan
- 2008 - 21 – als Bob Phillips
- 2007 - The Life Before Her Eyes – als mr. McCleod
- 2005 - The Notorious Bettie Page – als Roy Page
- 2001 - The Boys of Sunset Ridge – als Simon Longfellow
- 2000 - 101 Ways (The things a girl will do to keep her Volvo) – als George
- 1999 - Cherry – als de preker
- 1999 - Random Hearts – als David Dotson
- 1998 - Mulan – als stem (animatiefilm)
- 1997 - Lifebreath – als dr. Stevens
- 1997 - Commandments – als Gordon Bloom
- 1995 - The Summer of Ben Tyler – als Carter Glenn
- 1996 - The Juror – als accountant
- 1996 - Kiss and Tell – als Matt Sohigan
- 1995 - Reckless – als weerman
- 1994 - Quiz Show – als Jack
- 1994 - Barcelona – als de consul
- 1994 - White Mile – als Peter Wiederhorn
- 1992 - Lincoln and the War Within
- 1990 - Reversal of Fortune – als Peter MacIntosh
- 1990 - Quick Change – als gijzelaar
- 1989 - She-Devil – als Larry
- 1989 - The Dream Team – als dr. Talmer
- 1989 - Little Sweetheart – als mr. Harrison
- 1988 - Funny Farm – als Bud Culbertson
- 1987 - Hiding Out – als dr. Gusick
- 1987 - Revenge of the Nerds II: Nerds in Paradise – als mr. Comstock
- 1986 - Something Wild – als Larry Dillman
- 1986 - Heartburn – als Ellis
- 1985 - Compromising Positions – als politieagent
- 1983 - Found Money – als McCallister
- 1981 - For Ladies Only – als leerling in acteerklas

### Televisieseries
Uitgezonderd eenmalige gastrollen.
- 2022 - 2023 - The Gilded Age - als Church - 17 afl.
- 2016 - 2023 - Billions - als Sean Ayles - 13 afl.
- 2018 Succession - als mr. Wambsgans - 2 afl.
- 2016 The Night Of - als dokter - 2 afl.
- 2002 - One Life to Live – als Joel Miranda
- 1997-2001 - Law & Order – als mr. Axtell – 4 afl.
- 1994-1996 - New York Undercover – als rector Scowcroft – 3 afl.
- 1984-1987 - Kate & Allie – als Roger – 7 afl.
- 1985-1986 - The Equalizer – als Harvey – 2 afl.

## TheaterwerkBroadway
- 2002 The Elephant Man - als Ross / Bishop Walsham How
- 1998 Getting and Spending - als Charles Humboldt
- 1982 Beyond Therapy - als Bob
- 1980-1981 Lunch Hour - als Oliver / Leo / Peter

- Gemeinsame Normdatei: 1046466542
- International Standard Name Identifier: 0000 0000 4452 3488
- Library of Congress Control Number: no2004091239
- Virtual International Authority File: 63727041
- WorldCat: E39PBJhCKb48DJdmP7mrMmmGHC